# Hallescher Fußball-Club 2010-2011
Questa voce raccoglie le informazioni riguardanti l'Hallescher Fußball-Club nelle competizioni ufficiali della stagione 2010-2011.

## Stagione
Nella stagione 2010-2011 l'Halle, allenato da Sven Köhler, concluse il campionato di Regionalliga nord al 5º posto. In Coppa di Germania l'Halle fu eliminato al secondo turno dal Duisburg.

## Rosa
| N. |                      | Ruolo | Calciatore        |
| -- | -------------------- | ----- | ----------------- |
| 1  | Germania (bandiera)  | P     | Jürgen Rittenauer |
| 2  | Rep. Ceca (bandiera) | D     | Jan Beneš         |
| 3  | Germania (bandiera)  | D     | Christoph Klippel |
| 4  | Germania (bandiera)  | C     | Steve Finke       |
| 5  | Germania (bandiera)  | D     | Patrick Mouaya    |
| 6  | Germania (bandiera)  | A     | Toni Lindenhahn   |
| 7  | Germania (bandiera)  | C     | Marco Stier       |
| 8  | Germania (bandiera)  | D     | David Sieber      |
| 9  | Germania (bandiera)  | A     | Thomas Neubert    |
| 10 | Turchia (bandiera)   | A     | Selim Aydemir     |
| 11 | Croazia (bandiera)   | A     | Alen Lekavski     |
| 13 | Croazia (bandiera)   | P     | Darko Horvat      |
| 14 | Germania (bandiera)  | C     | Philip Schubert   |

| N. |                       | Ruolo | Calciatore            |
| -- | --------------------- | ----- | --------------------- |
| 15 | Germania (bandiera)   | D     | Christian Kamalla     |
| 16 | Germania (bandiera)   | D     | Martin Fiebiger       |
| 16 | Germania (bandiera)   | A     | Dennis Mast           |
| 17 | Germania (bandiera)   | D     | Nico Kanitz           |
| 18 | Germania (bandiera)   | A     | Angelo Hauk           |
| 20 | Portogallo (bandiera) | C     | Telmo Teixeira-Rebelo |
| 22 | Germania (bandiera)   | C     | Marco Hartmann        |
| 23 | Germania (bandiera)   | C     | Benjamin Boltze       |
| 24 | Germania (bandiera)   | C     | Ronny Hebestreit      |
| 25 | Germania (bandiera)   | D     | Benjamin Knaack       |
| 26 | Germania (bandiera)   | D     | Tom Butzmann          |
| 27 | Rep. Ceca (bandiera)  | C     | Pavel David           |
| 28 | Germania (bandiera)   | A     | Markus Müller         |

## Organigramma societario
Area tecnica
- Allenatore: Sven Köhler
- Allenatore in seconda: Dieter Strozniak
- Preparatore dei portieri:
- Preparatori atletici:
- Analisi video:

## Calciomercato

### Sessione estiva
| Acquisti | Acquisti              | Acquisti                 | Acquisti |
| R.       | Nome                  | da                       | Modalità |
| -------- | --------------------- | ------------------------ | -------- |
| C        | Benjamin Boltze       | Chemnitz                 |          |
| D        | Martin Fiebiger       | Halle U19                |          |
| D        | Christoph Klippel     | Dinamo Dresda            |          |
| C        | Marco Stier           | Holstein Kiel            |          |
| C        | Telmo Teixeira-Rebelo | Eintracht Francoforte II |          |

| Cessioni | Cessioni          | Cessioni            | Cessioni |
| R.       | Nome              | a                   | Modalità |
| -------- | ----------------- | ------------------- | -------- |
| D        | Thorsten Görke    | Lokomotive Lipsia   |          |
| D        | Adli Lachheb      | Erzgebirge Aue      |          |
| C        | Benedikt Seipel   | Lokomotive Lipsia   |          |
| A        | Christoph Siefkes | Bayer Leverkusen II |          |

## Risultati

### Regionalliga

#### Girone di andata
| Arbitro: | Steinhaus-Webb |

|                        |           |                  |
| Neuendorf 42’ Boyd 77’ | Marcatori | 37’, 62’ Neubert |

| Arbitro: | Brauer |

|           |           |  |
| David 19’ | Marcatori |  |

| Arbitro: | Schmickartz |

|  |           |           |
|  | Marcatori | 37’ David |

| Arbitro: | Zwayer |

|                      |           |                          |
| Beneš 28’ Boltze 75’ | Marcatori | 25’ Henning 62’ Wehrendt |

| Arbitro: | Meyer |

|  |           |             |
|  | Marcatori | 85’ Förster |

| Arbitro: | Hösel |

|  |           |                                  |
|  | Marcatori | 45’ Kanitz 78’ Aydemir 90’ Finke |

| Arbitro: | Stein |

|                                        |           |  |
| David 13’, 68’ Lindenhahn 23’ Hauk 78’ | Marcatori |  |

| Arbitro: | Riehl |

|          |           |             |
| Kluk 54’ | Marcatori | 14’ Neubert |

| Arbitro: | Siewer |

|          |           |  |
| Hauk 83’ | Marcatori |  |

| Arbitro: | Heitmann |

|           |           |           |
| Sykora 7’ | Marcatori | 58’ David |

| Arbitro: | Cortus |

|  |           |                      |
|  | Marcatori | 61’ Köhne 71’ Georgi |

| Arbitro: | Ehlers |

|  |           |              |
|  | Marcatori | 64’ Lekavski |

| Arbitro: | Reichel |

|           |           |            |
| David 59’ | Marcatori | 74’ Wegner |

| Arbitro: | Börner |

|                   |           |  |
| Hahn 61’ Titz 76’ | Marcatori |  |

| Halle 20 novembre 2010, ore 13:30 CET 15ª giornata | Hallescher | 0 – 0 referto | RB Lipsia | Stadion am Bildungszentrum (2 100 spett.)\| Arbitro: \| Schalk \| |
| Arbitro:                                           | Schalk     |               |           |                                                                   |

| Arbitro: | Rott |

|               |           |                        |
| Klos 45’, 63’ | Marcatori | 15’ Aydemir 87’ Kanitz |

| Arbitro: | Giese |

|                                        |           |                    |
| Hauk 44’ Boltze 62’ (rig.) Aydemir 88’ | Marcatori | 26’ (rig.) Paulick |

#### Girone di ritorno
| Arbitro: | Kleinschmidt |

|           |           |          |
| David 58’ | Marcatori | 32’ Boyd |

| Arbitro: | Klemm |

|  |           |                                      |
|  | Marcatori | 37’ Aydemir 62’ Hartmann 78’ Neubert |

| Arbitro: | Bartsch |

|                                 |           |           |
| Aydemir 72’, 88’ Lindenhahn 82’ | Marcatori | 85’ Gasch |

| Arbitro: | Metzen |

|                                             |           |                         |
| Duspara 43’ Gebers 78’ (rig.) Cornelius 83’ | Marcatori | 75’ Lindenhahn 86’ Hauk |

| Chemnitz 26 febbraio 2011, ore 13:30 CET 22ª giornata | Chemnitz   | 0 – 0 referto | Hallescher | Stadion an der Gellertstraße (4 512 spett.)\| Arbitro: \| Wingenbach \| |
| Arbitro:                                              | Wingenbach |               |            |                                                                         |

| Arbitro: | Günsch |

|                           |           |            |
| Hauk 29’, 62’ Neubert 79’ | Marcatori | 66’ Degner |

| Arbitro: | Frömel |

|  |           |                                                 |
|  | Marcatori | 64’ Butzmann 76’ Boltze 80’ Neubert 87’ Aydemir |

| Arbitro: | Waschitzki-Günther |

|                    |           |  |
| Beneš 27’ Mast 37’ | Marcatori |  |

| Arbitro: | Steffens |

|            |           |                 |
| Ferati 79’ | Marcatori | 45’, 68’ Boltze |

| Arbitro: | Ehlers |

|  |           |                                  |
|  | Marcatori | 57’ Lindner 61’ Heider 73’ Wulff |

| Arbitro: | Gagelmann |

|           |           |                         |
| Köhne 25’ | Marcatori | 15’, 20’ David 77’ Mast |

| Arbitro: | Seidel |

|  |           |                             |
|  | Marcatori | 37’ Ofosu 68’ (rig.) Kazior |

| Arbitro: | Sevinc |

|  |           |         |
|  | Marcatori | 4’ Hauk |

| Arbitro: | Marx |

|                         |           |          |
| Hauk 40’, 78’ David 76’ | Marcatori | 56’ Titz |

| Arbitro: | Helwig |

|                   |           |  |
| Kutschke 33’, 88’ | Marcatori |  |

| Arbitro: | Kunzmann |

|  |           |                     |
|  | Marcatori | 37’ Klos 54’ Polter |

| Arbitro: | Giese |

|                    |           |                 |
| Hoßmang 21’ (rig.) | Marcatori | 88’ (rig.) Hauk |

### Coppa di Germania
| Arbitro: | Sippel |

|             |           |  |
| Klippel 39’ | Marcatori |  |

| Arbitro: | Kempter |

|  |           |                              |
|  | Marcatori | 7’, 33’ Maierhofer 85’ Grlić |

## Statistiche

### Statistiche di squadra
| Competizione      | Punti | In casa | In casa | In casa | In casa | In casa | In casa | In trasferta | In trasferta | In trasferta | In trasferta | In trasferta | In trasferta | Totale | Totale | Totale | Totale | Totale | Totale | DR  |
| Competizione      | Punti | G       | V       | N       | P       | Gf      | Gs      | G            | V            | N            | P            | Gf           | Gs           | G      | V      | N      | P      | Gf     | Gs     | DR  |
| ----------------- | ----- | ------- | ------- | ------- | ------- | ------- | ------- | ------------ | ------------ | ------------ | ------------ | ------------ | ------------ | ------ | ------ | ------ | ------ | ------ | ------ | --- |
| Regionalliga nord | 58    | 17      | 8       | 4       | 5       | 24      | 18      | 17           | 8            | 6            | 3            | 27           | 16           | 34     | 16     | 10     | 8      | 51     | 34     | +17 |
| Coppa di Germania | -     | 2       | 1       | 0       | 1       | 1       | 3       | 0            | 0            | 0            | 0            | 0            | 0            | 2      | 1      | 0      | 1      | 1      | 3      | -2  |
| Totale            | 58    | 19      | 9       | 4       | 6       | 25      | 21      | 17           | 8            | 6            | 3            | 27           | 16           | 36     | 17     | 10     | 9      | 52     | 37     | +15 |

### Andamento in campionato
| Giornata  | 1 | 2 | 3 | 4 | 5 | 6 | 7 | 8 | 9 | 10 | 11 | 12 | 13 | 14 | 15 | 16 | 17 | 18 | 19 | 20 | 21 | 22 | 23 | 24 | 25 | 26 | 27 | 28 | 29 | 30 | 31 | 32 | 33 | 34 |
| --------- | - | - | - | - | - | - | - | - | - | -- | -- | -- | -- | -- | -- | -- | -- | -- | -- | -- | -- | -- | -- | -- | -- | -- | -- | -- | -- | -- | -- | -- | -- | -- |
| Luogo     | T | C | T | C | C | T | C | T | C | T  | C  | T  | C  | T  | C  | T  | C  | C  | T  | C  | T  | T  | C  | T  | C  | T  | C  | T  | C  | T  | C  | T  | C  | T  |
| Risultato | N | V | V | N | P | V | V | N | V | N  | P  | V  | N  | P  | N  | N  | V  | N  | V  | V  | P  | N  | V  | V  | V  | V  | P  | V  | P  | V  | V  | P  | P  | N  |
| Posizione | 7 | 6 | 5 | 5 | 8 | 5 | 4 | 5 | 4 | 3  | 6  | 5  | 5  | 5  | 5  | 6  | 5  | 5  | 5  | 5  | 5  | 5  | 5  | 5  | 5  | 5  | 5  | 5  | 5  | 5  | 5  | 5  | 5  | 5  |

Legenda:

Luogo: C = Casa; T = Trasferta. Risultato: V = Vittoria; N = Pareggio; P = Sconfitta.

### Statistiche dei giocatori
| Giocatore          | Regionalliga nord | Regionalliga nord | Regionalliga nord | Regionalliga nord | Coppa di Germania | Coppa di Germania | Coppa di Germania | Coppa di Germania | Totale   | Totale | Totale      | Totale     |
| Giocatore          | Presenze          | Reti              | Ammonizioni       | Espulsioni        | Presenze          | Reti              | Ammonizioni       | Espulsioni        | Presenze | Reti   | Ammonizioni | Espulsioni |
| ------------------ | ----------------- | ----------------- | ----------------- | ----------------- | ----------------- | ----------------- | ----------------- | ----------------- | -------- | ------ | ----------- | ---------- |
| S. Aydemir         | 28                | 7                 | 5                 | 0                 | 1                 | 0                 | 0                 | 0                 | 29       | 7      | 5           | 0          |
| J. Beneš           | 25                | 2                 | 1                 | 2                 | 2                 | 0                 | 0                 | 0                 | 27       | 2      | 1           | 2          |
| B. Boltze          | 30                | 5                 | 8                 | 0                 | 2                 | 0                 | 1                 | 0                 | 32       | 5      | 9           | 0          |
| T. Butzmann        | 8                 | 1                 | 1                 | 0                 | 0                 | 0                 | 0                 | 0                 | 8        | 1      | 1           | 0          |
| P. David           | 29                | 10                | 3                 | 0                 | 2                 | 0                 | 0                 | 0                 | 31       | 10     | 3           | 0          |
| M. Fiebiger        | 4                 | 0                 | 0                 | 0                 | 0                 | 0                 | 0                 | 0                 | 4        | 0      | 0           | 0          |
| S. Finke           | 10                | 1                 | 2                 | 0                 | 2                 | 0                 | 0                 | 0                 | 12       | 1      | 2           | 0          |
| M. Hartmann        | 26                | 1                 | 1                 | 1                 | 1                 | 0                 | 0                 | 0                 | 27       | 1      | 1           | 1          |
| A. Hauk            | 25                | 10                | 3                 | 0                 | 1                 | 0                 | 0                 | 0                 | 26       | 10     | 3           | 0          |
| R. Hebestreit      | 16                | 0                 | 3                 | 0                 | 1                 | 0                 | 0                 | 0                 | 17       | 0      | 3           | 0          |
| D. Horvat          | 33                | 0                 | 0                 | 0                 | 2                 | 0                 | 0                 | 0                 | 35       | 0      | 0           | 0          |
| C. Kamalla         | 12                | 0                 | 2                 | 0                 | 0                 | 0                 | 0                 | 0                 | 12       | 0      | 2           | 0          |
| N. Kanitz          | 30                | 2                 | 6                 | 0                 | 2                 | 0                 | 0                 | 0                 | 32       | 2      | 6           | 0          |
| C. Klippel         | 27                | 0                 | 7                 | 0                 | 2                 | 1                 | 1                 | 0                 | 29       | 1      | 8           | 0          |
| B. Knaack          | 2                 | 0                 | 0                 | 0                 | 0                 | 0                 | 0                 | 0                 | 2        | 0      | 0           | 0          |
| A. Lekavski        | 15                | 1                 | 1                 | 0                 | 0                 | 0                 | 0                 | 0                 | 15       | 1      | 1           | 0          |
| T. Lindenhahn      | 31                | 3                 | 2                 | 1                 | 2                 | 0                 | 0                 | 0                 | 33       | 3      | 2           | 1          |
| D. Mast            | 9                 | 2                 | 1                 | 0                 | 0                 | 0                 | 0                 | 0                 | 9        | 2      | 1           | 0          |
| P. Mouaya          | 28                | 0                 | 2                 | 2                 | 1                 | 0                 | 1                 | 0                 | 29       | 0      | 3           | 2          |
| M. Müller          | 8                 | 0                 | 0                 | 0                 | 1                 | 0                 | 0                 | 0                 | 9        | 0      | 0           | 0          |
| T. Neubert         | 24                | 6                 | 1                 | 0                 | 2                 | 0                 | 0                 | 0                 | 26       | 6      | 1           | 0          |
| J. Rittenauer      | 1                 | 0                 | 0                 | 0                 | 0                 | 0                 | 0                 | 0                 | 1        | 0      | 0           | 0          |
| P. Schubert        | 13                | 0                 | 3                 | 0                 | 1                 | 0                 | 0                 | 0                 | 14       | 0      | 3           | 0          |
| D. Sieber          | 0                 | 0                 | 0                 | 0                 | 0                 | 0                 | 0                 | 0                 | 0        | 0      | 0           | 0          |
| M. Stier           | 6                 | 0                 | 0                 | 0                 | 1                 | 0                 | 0                 | 0                 | 7        | 0      | 0           | 0          |
| T. Teixeira-Rebelo | 30                | 0                 | 5                 | 1                 | 2                 | 0                 | 0                 | 0                 | 32       | 0      | 5           | 1          |